# Cenchrus purpureus
Cenchrus purpureus, llamada comúnmente hierba de elefante, pasto de Napier o pasto de Uganda, es una especie de la familia Poaceae nativa de las planicies tropicales de África. Es una perenne alta, de 2 a 4,5 m (raramente supera los 7,5 m), con hojas aserradas de 30 a 120 cm de longitud y 1 a 5 cm de ancho. El nombre hierba de elefante deriva del hecho de que es el alimento favorito de estos animales.

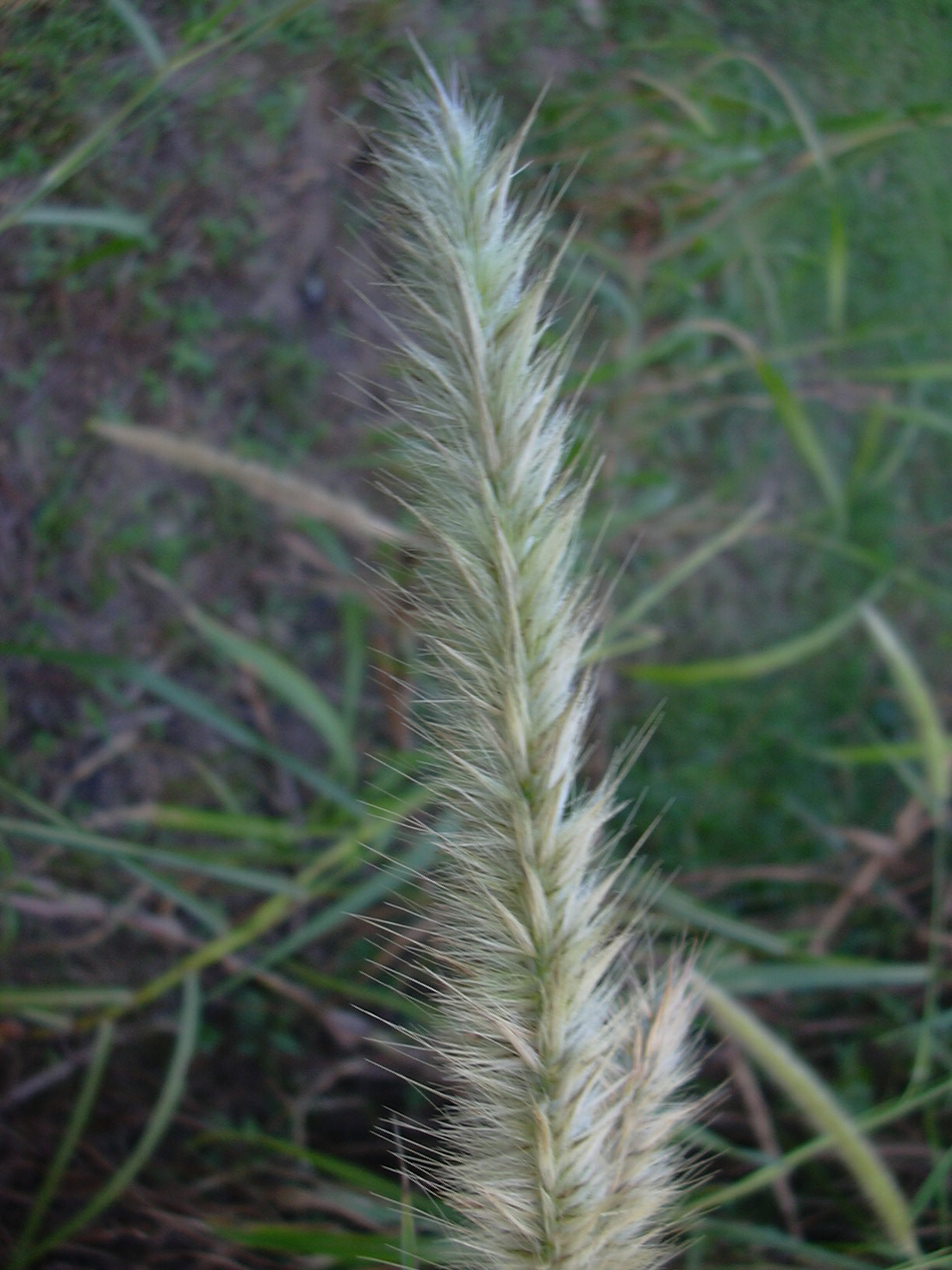
Inflorescencia

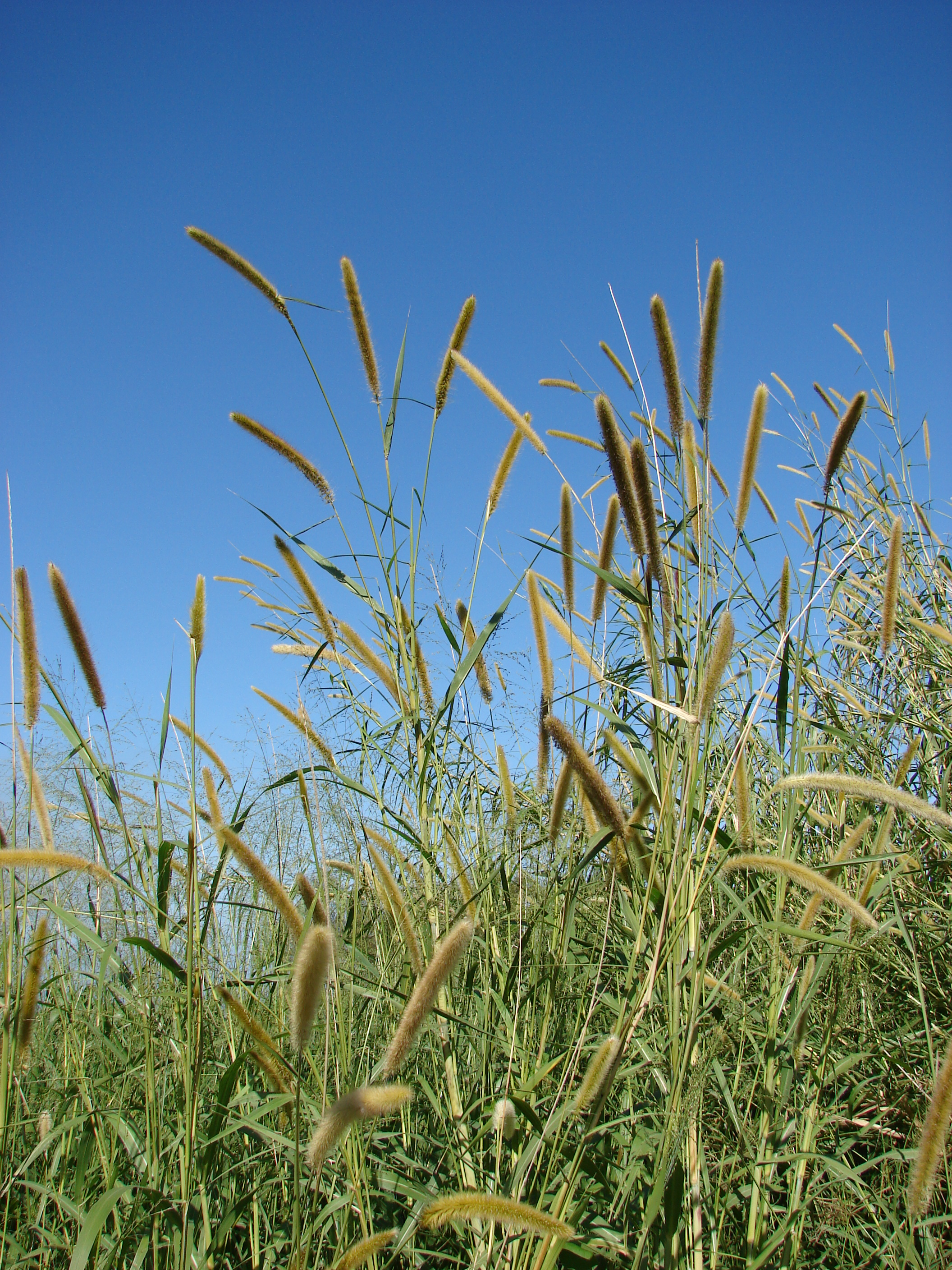
Vista de la planta

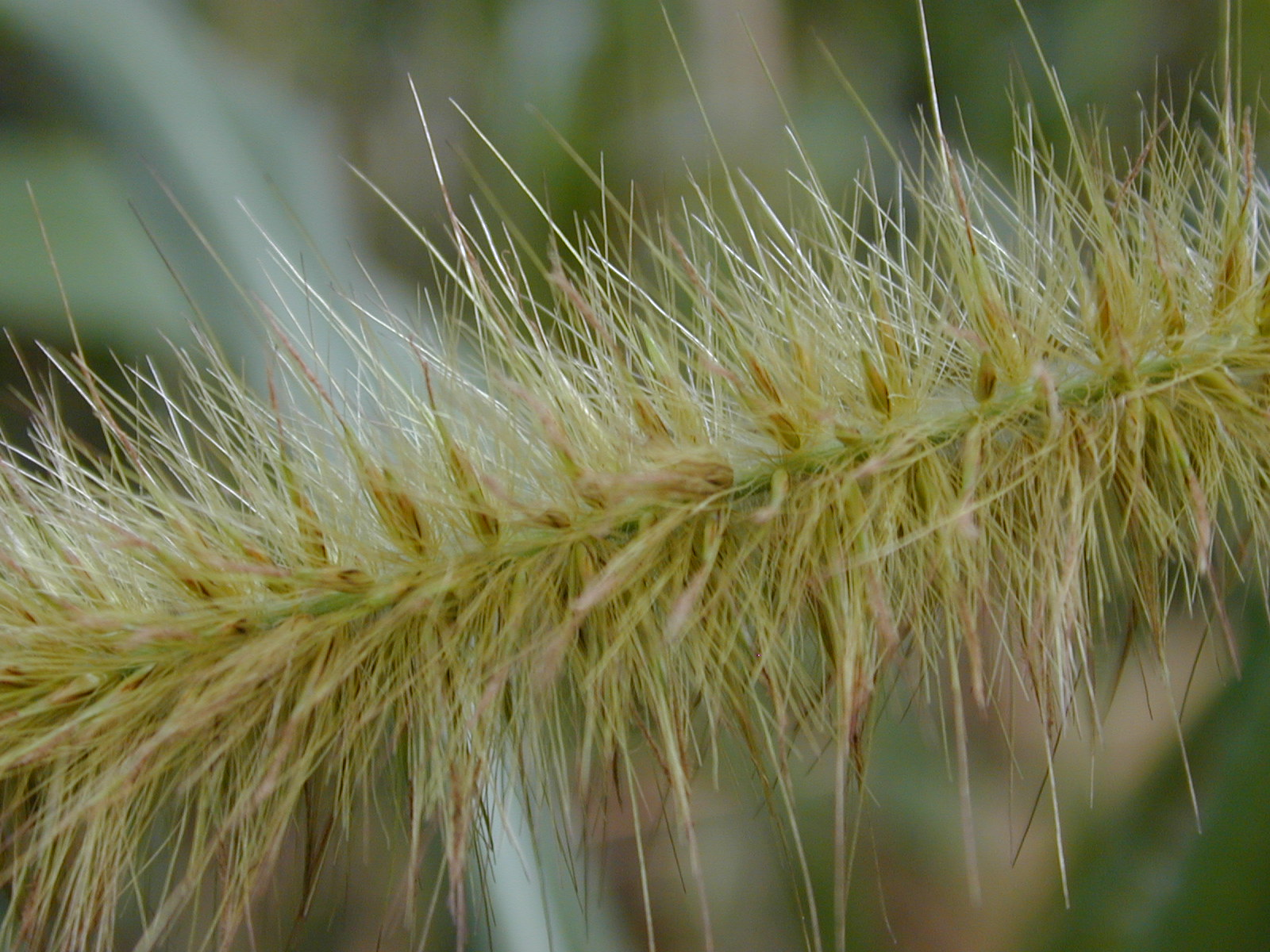
Detalle

## Descripción
Son plantas perennes cespitosas; con tallos de hasta 800 cm de largo y 10–25 mm de ancho, erectos, en general esparcidamente ramificados, las bases decumbentes; entrenudos sólidos, generalmente glabros, nudos glabros o híspidos. Vainas ligeramente carinadas, glabras o hirsutas; lígula 1.5–3.5 mm de largo, una membrana ciliada; láminas hasta 125 cm de largo y 40 mm de ancho, aplanadas, glabras o pilosas. Inflorescencia compuesta, las espigas terminales y axilares, espigas hasta 30 cm de largo y 10–20 mm de ancho, amarillas o raramente purpúreas, raquis estriado, piloso, recto, con obvias bases de los estípites, fascículos con 1–5 espiguillas, cortamente estipitadas, los estípites hasta 0.5 mm de largo, pilosos, cerdas numerosas, 10–15 mm de largo, escabrosas, la interna hasta 40 mm de largo, esparcidamente ciliada o escabrosa; espiguillas 4.5–7 mm de largo, sésiles o pediceladas hasta 1 mm, caudadas hasta 2.6 mm; gluma inferior ausente o hasta 0.7 mm de largo, obtusa o aguda, enervia, gluma superior 1.5–2.6 mm de largo, 1-nervia, aguda; flósculo inferior generalmente estaminado, las anteras 2.7–3.6 mm de largo, puberulentas en el ápice; lema inferior 4–5.2 mm de largo, 3-nervia, acuminada; pálea inferior 4–5 mm de largo; lema superior 4.6–7 mm de largo, brillante y cartácea en los 3/4 inferiores, membranácea en el 1/4 superior, escábrida en las nervaduras; lodículas ausentes; anteras 2.7–3.6 mm de largo; estilo 1.

## Usos

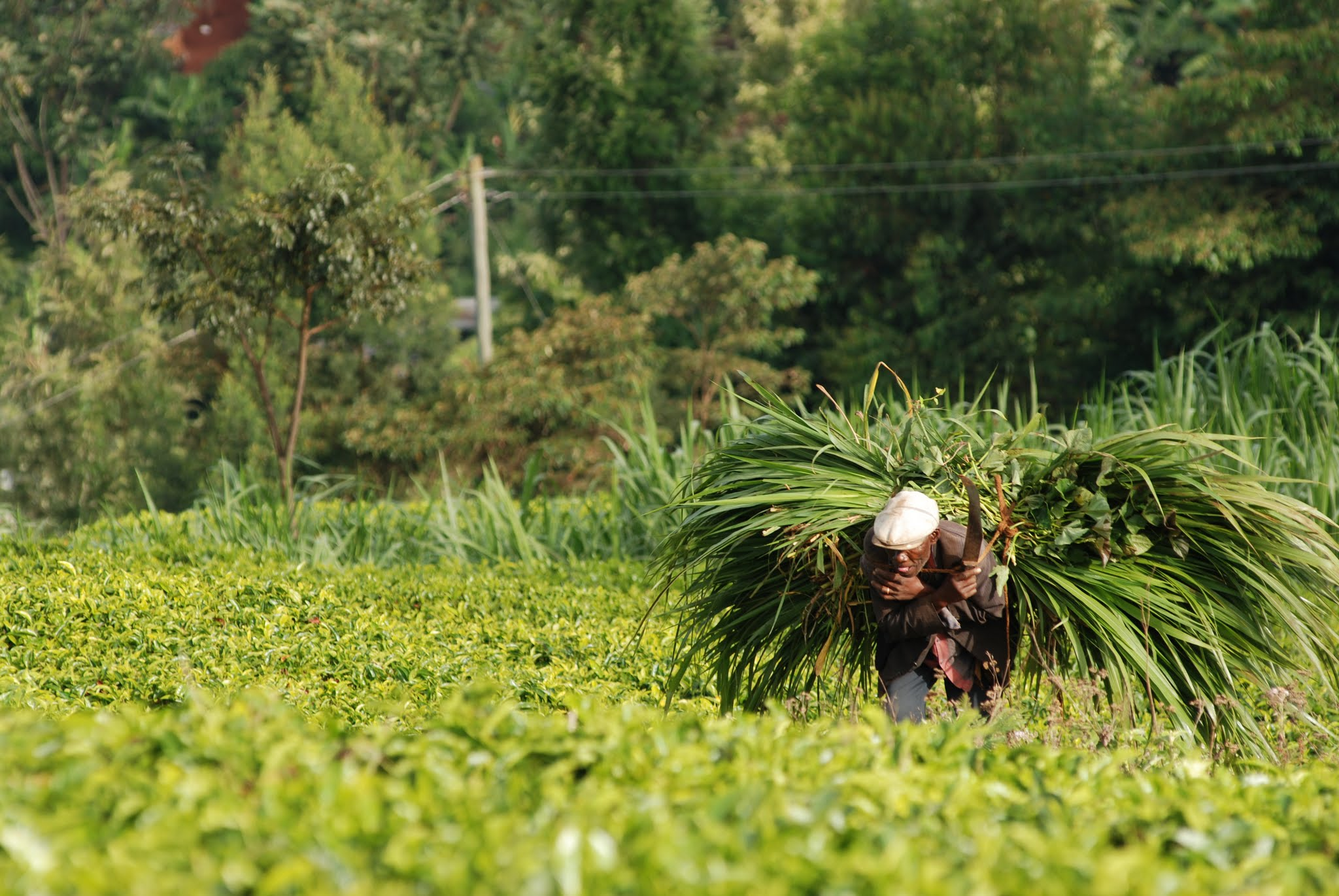
Persona cosechando Napier

Tiene muy alta productividad, tanto para forraje para el ganado (principalmente rumiantes como por ejemplo el caprino Maralfalfa) como para su uso como biocombustible. 
Es muy susceptible a las bajas temperaturas y, de hecho, las heladas la matan. Se cosecha usualmente en invierno, luego de las heladas, para quemarla en plantas de energía. Ha sido propuesta como testigo de la plaga barrenador del tallo en Norteamérica, debido a que atrae a este insecto.

## Como especie invasora
Debido a su potencial colonizador y constituir una amenaza grave para las especies autóctonas, los hábitats o los ecosistemas, esta especie ha sido incluida en el Catálogo Español de Especies Exóticas Invasoras, regulado por el Real Decreto 630/2013, de 2 de agosto, estando prohibida en Canarias su introducción en el medio natural, posesión, transporte, tráfico y comercio.

## Taxonomía
La especie fue descrita inicialmente como Pennisetum purpureum por Heinrich Christian Friedrich Schumacher y publicado en Beskrivelse af Guineeiske planter 44, en 1827, actualmente, es tanto un sinónimo como el basónimo de esta. Finalmente, sería transferido al género Cenchrus por Osvaldo Morrone y publicado en Annals of Botany. Oxford, new series 106: 129, en 2010.

#### Etimología
Cenchrus: nombre que deriva del griego antiguo κεγκρός (kegchrós) para el mijo o millo (Panicum miliaceum), o cualquier planta de granos pequeños.
purpureus: epíteto latino que significa "de color púrpura".

#### Sinonimia
- Gymnotrix nitens Andersson
- Pennisetum benthamii Steud.
- Pennisetum benthamii var. nudum Hack.
- Pennisetum benthamii var. sambesiense Hack.
- Pennisetum benthamii var. ternatum Hack.
- Pennisetum blepharideum Gilli
- Pennisetum exaltatum (Andersson) Hook.f. ex B.D.Jacks.
- Pennisetum flavicomum Leeke
- Pennisetum flexispica K.Schum.
- Pennisetum giganteum Regel
- Pennisetum gossweileri Stapf & C.E.Hubb.
- Pennisetum hainanense H.R.Zhao & A.T.Liu
- Pennisetum lachnorrhachis Peter
- Pennisetum macrostachyum Benth.
- Pennisetum nitens (Andersson) Hack.
- Pennisetum pallescens Leeke
- Pennisetum pruinosum Leeke
- Pennisetum purpureum Schumach
- Pennisetum purpureum subsp. benthamii (Steud.) Maire & Weiller
- Pennisetum purpureum subsp. flexispica (K.Schum.) Maire & Weiller[10][11]